# MacInnes Brothers
MacInnes Brothers war ein US-amerikanischer Hersteller von Automobilen.

## Unternehmensgeschichte
Die Brüder MacInnes gründeten 1909 das Unternehmen in Toledo in Ohio. Sie begannen mit der Produktion von Automobilen. Der Markenname lautete MacInnes. 1911 endete die Fahrzeugproduktion. Bereits ab 1910 erfolgten außerdem Karosseriearbeiten und -umbauten. Dies geschah möglicherweise noch nach 1911.

## Fahrzeuge
Im Angebot standen Elektroautos. Sie werden als klein beschrieben. Sie waren als Coupés karosseriert.